# محول ذاتي

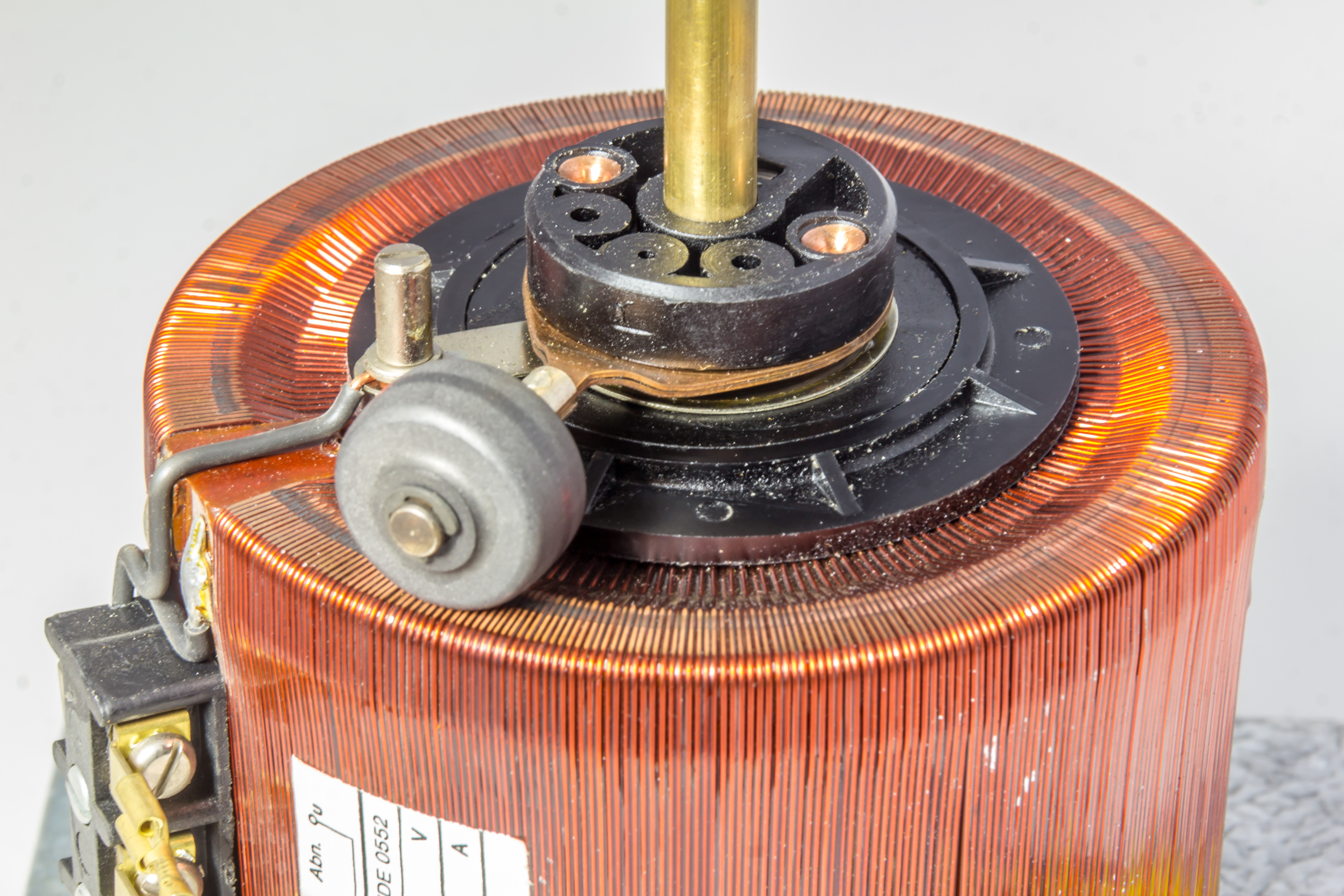
محول ذاتي قابل للضبط بقوة 240v-0v واستطاعة 4A.

محول آلي أحادي الطور مع نطاق جهد خرج يتراوح بين 40٪ و115٪ من المدخلات.

المحول الذاتي أو المحول الإلي أو المحول التلقائي، هو محول كهربائي عادي ولكن ذو ملف واحد فقط. الملف له ثلاث نقاط توصيل كهربائية على الأقل. يتم توصيل كل من المصدر الكهربائي والحمل إلى نقطه توصيل خاصه به. بنهاية الملف توجد نقطه توصيل مشتركه بينهما (المصدر والحمل). كل نقطة توصيل يقابلها جهد كهربائي مختلف لكل من المصدر والحمل. يلاحظ ان جزء من نفس الملف يعمل كقاسم مشترك بين الملفات الابتدائية والثانوية.

## التركيب الداخلي
نسبة الجهد الابتدائي للثانوي هو نفس نسبة عدد لفات الملف الموصولين إليها. كمثال، التوصيل بمنتصف واسفل المحول سيعطى نصف الجهد المطبق. حسب التطبيق، ذاك الجزء من الملف المستخدم بمنطقة الجهد الأعلى (الأقل تيار) يمكن لفه بسلك من قياس أو قطر اقل وذلك على الرغم من أن الملف متصل ببعضه بالكامل كجزء واحد.

## قيود وضوابط
أي تلف بملفات المحول أو عازلها يمكن أن يؤدى إلى توصيل جهد المصدر بالكامل إلى الحمل. هذا يجب اخذه باهمية من ناحية السلامة عند اتخاذ قرار باستخدام المحول الإلي بتطبيق ما.

## التطبيقات
في الكهرباء أحادية الطور، يتمتع المحول الذاتي بكفاءات تتراوح من 40% - 115% من جهد الدخل. نسبة الفولتية الثانوية إلى الفولتية الأولية تساوي نسبة عدد لفات الملف الذي يتصل به الجهد. على سبيل المثال، يؤدي الاتصال بمركز وأسفل ملف المحول التلقائي إلى خفض الجهد إلى النصف بمقدار 50%. اعتمادًا على الحالة التي يتم فيها تشغيل المحول الذاتي، قد يكون جزء الملف المستخدم فقط في الجهد العالي (تيار منخفض) مصنوعًا من أسلاك أكثر سمكًا، ومع ذلك فإن الملف بأكمله متصل مباشرة ببعضه البعض.
غالبًا ما تستخدم المحولات الذاتية في تطبيقات الطاقة لتشغيل الأنظمة المترابطة بجهد مختلف. على سبيل المثال، في الجهد الدخل من 138 كيلو فولت إلى 66 كيلو فولت.

## الميزات الايجابية
على عكس المحولات التقليدية، يتم عزل اللفات الأولية والثانوية كهربائياً. في المحولات التلقائية، يوجد اتصال كهربائي بين الاثنين، لذلك إذا لم يتم تأريض السلك المحايد للإدخال، فلن يتم تأريض السلك المحايد الناتج أيضًا. يمكن أن تتسبب العيوب في عزل لف المحول الذاتي في تطبيق جهد الدخل بالكامل على الخرج. بالتأكيد، عند استخدام المحولات الآلية مع التطبيقات المذكورة، فإن مسألة العزل هي قضية أمان مهمة للغاية.
نظرًا لأن المحولات الآلية تتطلب لفات أقصر وأنوية أصغر، فهي أفضل وأكثر فعالية من حيث التكلفة من المحولات التقليدية للتطبيقات التي تكون فيها الطاقة مهمة. أيضًا، نسبة كفاءة الجهد الخاصة بها هي ثلاثة أضعاف تلك الموجودة في المحولات العادية، ومع ذلك، من الناحية الاقتصادية، يكون المحول التقليدي أرخص نسبيًا من المحول الذاتي.
في تطبيقات الطاقة فان المحول الذاتي عادة يكون اقل وزنا وكلفة من المحول العادي ذو الملفين بسبب تكونه من عدد اقل من الملفات مع استخدام قلب للمحول اصغر حجما وذلك حتى نسبة جهد كهربائي 3:1 - اما خارج هذا النطاق فإن المحول العادي ذو الملفين يكون عادة أكثر اقتصادية.
تشمل المزايا الأخرى للمحولات الذاتية الفعالة تسرب حثي أقل، وتيار إثارة أقل، وزيادة القوة الظاهرة VA لحجم وكتلة معينة للمحولة.

## قراءة معمقة
- Terrell Croft and Wilford Summers (ed), American Electricians' Handbook, Eleventh Edition, McGraw Hill, New York (1987) ISBN 0-07-013932-6
- Donald G. Fink and H. Wayne Beaty, Standard Handbook for Electrical Engineers, Eleventh Edition,McGraw-Hill, New York, 1978, ISBN 0-07-020974-X